# Luk Lublin
Luk Lublin (zapis stylizowany LUK Lublin) – polski męski klub siatkarski z Lublina. Został założony 26 sierpnia 2013 roku. Od sezonu 2021/2022 klub występuje w PlusLidze. Mistrz Polski w sezonie 2024/2025.

## Historia klubu
W sezonie 2013/2014 zawodnikami drużyny w większości stanowili znajomi prezesów klubu Krzysztofa Skubiszewskiego i Macieja Krzaczka, którzy również grali w zespole. Klub ze względu na skromny budżet, zdecydował się na rozgrywanie wszystkich meczów w roli gości. Do gry oficjalnie zgłoszona była hala (sala) w Lublinie, tzw. starego Cukrownika. Taniej wychodziło klubowi jeżdżenie na wyjazdy, własnymi samochodami, niż koszt organizacji spotkań, np. konieczność opłaty za sędziów.
Zawodnicy klubu po pracy przebierali się w klubowe stroje i jechali grać z rywalami, którzy niejednokrotnie byli o klasę wyżej pod względem organizacyjnym. W tym debiutanckim sezonie udało się wywalczyć wicemistrzostwo III ligi województwa i awansować do turnieju barażowego o wejście do II ligi. Wtedy pojawił się pierwszy sponsor, który wpłacił 2 tysiące złotych. Kwota ta była skromna, ale symboliczna, bo pokazała, że klub zaczął być dostrzegany. Gdy klub zdołał awansować do II ligi. Wtedy założyciele tego zespołu Krzysztof Skubiszewski i Maciej Krzaczek zostali się trenerami. 

## Nazwy klubu
- 2013–2014 LKPS Lublin
- 2014–2016 LKPS Pszczółka Lublin
- 2016–2017 LKPS Politechnika Pszczółka Lublin[3]
- 2017–2018 LKPS Politechnika Lublin
- 2018–2021 LUK Politechnika Lublin[4]
- 2021–2023 LUK Lublin
- 2023– Bogdanka LUK Lublin[5]

## Bilans sezon po sezonie
| Sezon     | Liga              | Miejsce | Mecze (Z-P) | Mecze (Z-P) | Puchar Polski | Uwagi             |
| --------- | ----------------- | ------- | ----------- | ----------- | ------------- | ----------------- |
| 2013/2014 | III liga          | 2.      |             |             |               |                   |
| 2014/2015 | III liga          | 1.      |             |             |               | awans do II ligi  |
| 2015/2016 | II liga (grupa 6) | 6.      |             |             |               |                   |
| 2016/2017 | II liga (grupa 6) | 2.      |             |             |               |                   |
| 2017/2018 | II liga           | 21.     |             |             |               |                   |
| 2018/2019 | II liga (grupa 6) | 2.      |             |             | 3. runda      | awans do I ligi   |
| 2019/2020 | I liga            | 3.      | 25          | (17-8)      | 2. runda      |                   |
| 2020/2021 | I liga            | 1.      | 36          | (31-5)      | 3. runda      | awans do PlusLigi |
| 2021/2022 | PlusLiga          | 11.     | 28          | (10-18)     | 1/8 finału    |                   |
| 2022/2023 | PlusLiga          | 10.     | 32          | (15-17)     |               |                   |
| 2023/2024 | PlusLiga          | 5.      | 34          | (21-13)     | półfinał      |                   |
| 2024/2025 | PlusLiga          | 1.      | 40          | (28-12)     | półfinał      |                   |

Poziom rozgrywek:
     najwyższy ogólnokrajowy
     drugi
     trzeci
     czwarty

## Sukcesy
Memoriał Tragicznie Zmarłych Siatkarzy Avii Świdnik:
- 2016, 2018

Mistrzostwo I ligi:
- 2021

PreZero Grand Prix PLS:
- 2022

Bogdanka Volley Cup im. Tomasza Wójtowicza:
- 2022
- 2023
- 2024

Puchar Challenge:
- 2025[8]

Mistrzostwo Polski:
- 2025[9]

## Kadra

### Sezon 2025/2026[10]
- Trener:  Stéphane Antiga

| Nr                     | Imię i nazwisko    | Data ur.   | Wzrost | Pozycja      |
| ---------------------- | ------------------ | ---------- | ------ | ------------ |
| 4                      | Marcin Komenda     | 24.05.1996 | 198    | rozgrywający |
| 5                      | Mikołaj Sawicki    | 23.11.1999 | 198    | przyjmujący  |
| 6                      | Mateusz Malinowski | 06.05.1992 | 197    | atakujący    |
| 7                      | Jakub Wachnik      | 16.02.1993 | 202    | przyjmujący  |
| 9                      | Wilfredo León      | 31.07.1993 | 201    | przyjmujący  |
| 11                     | Aleks Grozdanow    | 28.03.1998 | 206    | środkowy     |
| 16                     | Maciej Czyrek      | 17.12.2000 | 183    | libero       |
| 17                     | Thales Hoss        | 27.04.1989 | 190    | libero       |
| 20                     | Maciej Zając       | 05.03.2003 | 198    | środkowy     |
| 33                     | Fynnian McCarthy   | 04.12.1999 | 203    | środkowy     |
| 35                     | Kewin Sasak        | 17.09.1997 | 207    | atakujący    |
| Potwierdzone transfery |                    |            |        |              |
|                        | Hilir Henno        | 12.09.2003 | 203    | przyjmujący  |
|                        | Daenan Gyimah      | 16.01.1998 | 200    | środkowy     |
|                        | Rafał Prokopczuk   | 23.03.1999 | 187    | rozgrywający |

### Sezon 2024/2025
- Trener:  Massimo Botti
- Asystenci trenera: Maciej Kołodziejczyk, Arkadiusz Grzelak
- Fizjoterapeuta: Maciej Biernacki, Justyna Pałka
- Trener przygotowania fizycznego: Andrzej Zahorski
- Statystyk: Jakub Dzirba

| Nr | Imię i nazwisko    | Data ur.   | Wzrost | Pozycja      |
| -- | ------------------ | ---------- | ------ | ------------ |
| 1  | Jan Nowakowski     | 17.05.1994 | 202    | środkowy     |
| 4  | Marcin Komenda     | 24.05.1996 | 198    | rozgrywający |
| 5  | Mikołaj Sawicki    | 23.11.1999 | 198    | przyjmujący  |
| 6  | Mateusz Malinowski | 06.05.1992 | 197    | atakujący    |
| 7  | Jakub Wachnik      | 16.02.1993 | 202    | przyjmujący  |
| 9  | Wilfredo León      | 31.07.1993 | 201    | przyjmujący  |
| 10 | Mikołaj Słotarski  | 02.10.2002 | 186    | rozgrywający |
| 11 | Aleks Grozdanow    | 28.03.1998 | 206    | środkowy     |
| 16 | Maciej Czyrek      | 17.12.2000 | 183    | libero       |
| 17 | Thales Hoss        | 27.04.1989 | 190    | libero       |
| 20 | Maciej Zając       | 05.03.2003 | 198    | środkowy     |
| 21 | Bennie Tuinstra    | 13.09.2000 | 195    | przyjmujący  |
| 33 | Fynnian McCarthy   | 04.12.1999 | 203    | środkowy     |
| 35 | Kewin Sasak        | 17.09.1997 | 207    | atakujący    |

### Sezon 2023/2024
- Trener:  Massimo Botti
- Asystenci trenera: Maciej Kołodziejczyk, Arkadiusz Grzelak
- Fizjoterapeuta: Maciej Biernacki, Justyna Pałka
- Trener przygotowania fizycznego: Andrzej Zahorski
- Statystyk: Jakub Dzirba

| Nr | Imię i nazwisko    | Data ur.   | Wzrost | Pozycja      |
| -- | ------------------ | ---------- | ------ | ------------ |
| 1  | Jan Nowakowski     | 17.05.1994 | 202    | środkowy     |
| 2  | Maksym Kędzierski  | 13.03.2003 | 183    | libero       |
| 3  | Maciej Krysiak     | 07.01.1999 | 192    | przyjmujący  |
| 4  | Marcin Komenda     | 24.05.1996 | 198    | rozgrywający |
| 5  | Marcin Kania       | 14.02.1996 | 203    | środkowy     |
| 6  | Mateusz Malinowski | 06.05.1992 | 197    | atakujący    |
| 7  | Jakub Wachnik      | 16.02.1993 | 202    | przyjmujący  |
| 9  | Alexandre Ferreira | 13.11.1991 | 203    | przyjmujący  |
| 10 | Tobias Brand       | 09.07.1998 | 195    | przyjmujący  |
| 11 | Jakub Nowosielski  | 11.02.1993 | 193    | rozgrywający |
| 17 | Thales Hoss        | 26.04.1989 | 188    | libero       |
| 18 | Damian Schulz      | 26.02.1990 | 208    | atakujący    |
| 20 | Maciej Zając       | 05.03.2003 | 198    | środkowy     |
| 23 | Damian Hudzik      | 14.05.1998 | 204    | środkowy     |

### Sezon 2022/2023
- Trener:  Dariusz Daszkiewicz (do 15.03.2023) / Maciej Kołodziejczyk (od 15.03.2023)
- Asystenci trenera: Maciej Kołodziejczyk, Kamil Nalepka
- Fizjoterapeuta: Maciej Biernacki, Justyna Pałka
- Trener przygotowania fizycznego: Mateusz Zimoch
- Statystyk: Jakub Dzirba

| Nr                       | Imię i nazwisko              | Data ur.   | Wzrost | Pozycja      |
| ------------------------ | ---------------------------- | ---------- | ------ | ------------ |
| 1                        | Jan Nowakowski               | 17.05.1994 | 202    | środkowy     |
| 2                        | Cristiano Torelli            | 29.10.1996 | 192    | rozgrywający |
| 3                        | Rafał Faryna (od 20.10.2022) | 28.09.1994 | 200    | atakujący    |
| 4                        | Marcin Komenda               | 24.05.1996 | 198    | rozgrywający |
| 6                        | Mateusz Malinowski           | 06.05.1992 | 197    | atakujący    |
| 7                        | Jakub Wachnik                | 16.02.1993 | 202    | przyjmujący  |
| 9                        | Nicolas Szerszeń             | 31.12.1996 | 195    | przyjmujący  |
| 10                       | Szymon Romać                 | 01.10.1992 | 196    | atakujący    |
| 13                       | Mateusz Jóźwik               | 30.05.1996 | 195    | przyjmujący  |
| 14                       | Jeffrey Jendryk              | 15.09.1995 | 208    | środkowy     |
| 16                       | Konrad Stajer                | 26.10.1995 | 200    | środkowy     |
| 17                       | Szymon Gregorowicz           | 07.03.1994 | 183    | libero       |
| 21                       | Dustin Watten                | 27.10.1986 | 183    | libero       |
| 23                       | Damian Hudzik                | 14.05.1998 | 204    | środkowy     |
| 90                       | Wojciech Włodarczyk          | 28.10.1990 | 200    | przyjmujący  |
| Odeszli w trakcie sezonu |                              |            |        |              |
| 3                        | Rafał Faryna (do 10.11.2022) | 28.09.1994 | 200    | atakujący    |

### Sezon 2021/2022
- Trener:  Dariusz Daszkiewicz
- Asystenci trenera: Maciej Kołodziejczyk, Grzegorz Kowalczyk
- Fizjoterapeuta: Damian Kwaśniewski
- Trener przygotowania fizycznego: Mateusz Zimoch
- Statystyk: Jakub Dzirba

| Nr                       | Imię i nazwisko                | Data ur.   | Wzrost | Pozycja      |
| ------------------------ | ------------------------------ | ---------- | ------ | ------------ |
| 1                        | Jan Nowakowski                 | 17.05.1994 | 202    | środkowy     |
| 5                        | Jakub Strulak                  | 12.05.2001 | 210    | środkowy     |
| 7                        | Jakub Wachnik                  | 16.02.1993 | 202    | przyjmujący  |
| 9                        | Bartosz Filipiak               | 27.02.1994 | 197    | atakujący    |
| 10                       | Szymon Romać                   | 01.10.1992 | 196    | atakujący    |
| 11                       | Wojciech Sobala                | 12.05.1988 | 208    | środkowy     |
| 13                       | Mateusz Jóźwik (od 24.11.2021) | 30.05.1996 | 195    | przyjmujący  |
| 14                       | Grzegorz Pająk (kapitan)       | 01.01.1987 | 196    | rozgrywający |
| 16                       | Konrad Stajer                  | 26.10.1995 | 200    | środkowy     |
| 17                       | Szymon Gregorowicz             | 07.03.1994 | 183    | libero       |
| 18                       | Szymon Bereza                  | 07.04.1998 | 188    | rozgrywający |
| 21                       | Dustin Watten                  | 27.10.1986 | 183    | libero       |
| 42                       | Igor Gniecki (od 08.10.2021)   | 16.04.2002 | 193    | rozgrywający |
| 90                       | Wojciech Włodarczyk            | 28.10.1990 | 200    | przyjmujący  |
| Odeszli w trakcie sezonu |                                |            |        |              |
| 8                        | Milan Katić (do 10.11.2021)    | 22.10.1993 | 202    | przyjmujący  |
| 92                       | Jakub Peszko (do 09.02.2022)   | 01.04.1992 | 193    | przyjmujący  |

### Sezon 2020/2021
- Trener:  Dariusz Daszkiewicz (od 27.01.2021)
- Asystenci trenera: Maciej Kołodziejczyk, Piotr Maj
- Fizjoterapeuta: Michał Pastuszuk, Marcin Panasiuk
- Trener przygotowania fizycznego: Bartłomiej Malec
- Statystyk: Jakub Dzirba

| Nr                       | Imię i nazwisko                  | Data ur.   | Wzrost | Pozycja      |
| ------------------------ | -------------------------------- | ---------- | ------ | ------------ |
| 1                        | Kamil Durski                     | 28.04.1993 | 182    | rozgrywający |
| 3                        | Rafał Cabaj                      | 31.05.1989 | 182    | libero       |
| 5                        | Kamil Szaniawski                 | 05.07.1996 | 205    | środkowy     |
| 6                        | Szymon Seliga                    | 14.12.1998 | 194    | przyjmujący  |
| 7                        | Jakub Wachnik                    | 16.02.1993 | 202    | przyjmujący  |
| 8                        | Paweł Rusin                      | 05.03.1992 | 182    | przyjmujący  |
| 9                        | Jakub Ziobrowski (od 29.01.2021) | 23.01.1997 | 202    | atakujący    |
| 10                       | Szymon Romać                     | 01.10.1992 | 196    | atakujący    |
| 11                       | Wojciech Sobala                  | 12.05.1988 | 208    | środkowy     |
| 13                       | Radosław Sterna                  | 26.01.1995 | 205    | środkowy     |
| 14                       | Grzegorz Pająk (kapitan)         | 01.01.1987 | 196    | rozgrywający |
| 16                       | Konrad Stajer                    | 26.10.1995 | 200    | środkowy     |
| 17                       | Neven Majstorović                | 17.03.1989 | 192    | libero       |
| 24                       | David Mehić (od 22.10.2020)      | 24.09.1997 | 196    | przyjmujący  |
| 92                       | Jakub Peszko                     | 01.04.1992 | 193    | przyjmujący  |
| Odeszli w trakcie sezonu |                                  |            |        |              |
| 42                       | Jędrzej Goss (do 31.01.2021)     | 03.07.1996 | 193    | atakujący    |

### Sezon 2019/2020[14]
- Trener:  Maciej Kołodziejczyk
- Asystent trenera: Maciej Krzaczek
- Fizjoterapeuta: Bartłomiej Gołojuch
- Trener przygotowania fizycznego: Bartłomiej Malec
- Statystyk: Jakub Dzirba

| Nr | Imię i nazwisko    | Data ur.   | Wzrost | Pozycja      |
| -- | ------------------ | ---------- | ------ | ------------ |
| 1  | Kamil Durski       | 28.04.1993 | 182    | rozgrywający |
| 2  | Roman Oroń         | 05.09.1992 | 205    | środkowy     |
| 3  | Rafał Cabaj        | 31.05.1989 | 182    | libero       |
| 4  | Paweł Toborek      | 14.04.1988 | 188    | libero       |
| 5  | Kamil Szaniawski   | 05.07.1996 | 205    | środkowy     |
| 6  | Szymon Seliga      | 14.12.1998 | 194    | przyjmujący  |
| 7  | Szymon Pałka       | 11.05.1994 | 193    | przyjmujący  |
| 8  | Paweł Rusin        | 10.10.1992 | 182    | przyjmujący  |
| 9  | Damian Wierzbicki  | 25.10.1992 | 198    | atakujący    |
| 10 | Sławomir Stolc     | 23.01.1993 | 198    | przyjmujący  |
| 11 | Bartłomiej Giza    | 24.10.1999 | 202    | środkowy     |
| 12 | Sho Takahashi      | 02.01.1995 | 171    | libero       |
| 13 | Radosław Sterna    | 26.01.1995 | 205    | środkowy     |
| 14 | Jędrzej Goss       | 03.07.1996 | 193    | atakujący    |
| 27 | Bartosz Zrajkowski | 30.04.1986 | 191    | rozgrywający |

## Trenerzy
| Imię i nazwisko        | Okres pełnienia funkcji | Okres pełnienia funkcji |
| ---------------------- | ----------------------- | ----------------------- |
| Krzysztof Skubiszewski | 26.08.2013              | 24.07.2015              |
| Sławomir Czarnecki     | 24.07.2015              | 16.08.2017              |
| Maciej Kołodziejczyk   | 16.08.2017              | 27.01.2021              |
| Dariusz Daszkiewicz    | 27.01.2021              | 15.03.2023              |
| Maciej Kołodziejczyk   | 15.03.2023              | 2023                    |
| Massimo Botti          | 12.07.2023              | 2025                    |
| Stéphane Antiga        | 2025                    |                         |

## Obcokrajowcy w drużynie
| Lata gry                  | Imię i nazwisko    | Pozycja      |
| ------------------------- | ------------------ | ------------ |
| 2019-2020                 | Sho Takahashi      | libero       |
| 2020-2021                 | Neven Majstorović  | libero       |
| 2020-2021 (od 22.10.2020) | David Mehić        | przyjmujący  |
| 2021-2022 (do 10.11.2021) | Milan Katić        | przyjmujący  |
| 2021-2023                 | Dustin Watten      | libero       |
| 2022-2023                 | Jeffrey Jendryk    | środkowy     |
| 2022-2023                 | Cristiano Torelli  | rozgrywający |
| 2023-2024                 | Tobias Brand       | przyjmujący  |
| 2023-2024                 | Alexandre Ferreira | przyjmujący  |
| 2023-                     | Thales Hoss        | libero       |
| 2024-2025                 | Bennie Tuinstra    | przyjmujący  |
| 2024-                     | Aleks Grozdanow    | środkowy     |
| 2024-                     | Fynnian McCarthy   | środkowy     |
| 2025-                     | Daenan Gyimah      | środkowy     |
| 2025-                     | Hilir Henno        | przyjmujący  |